# Doemens

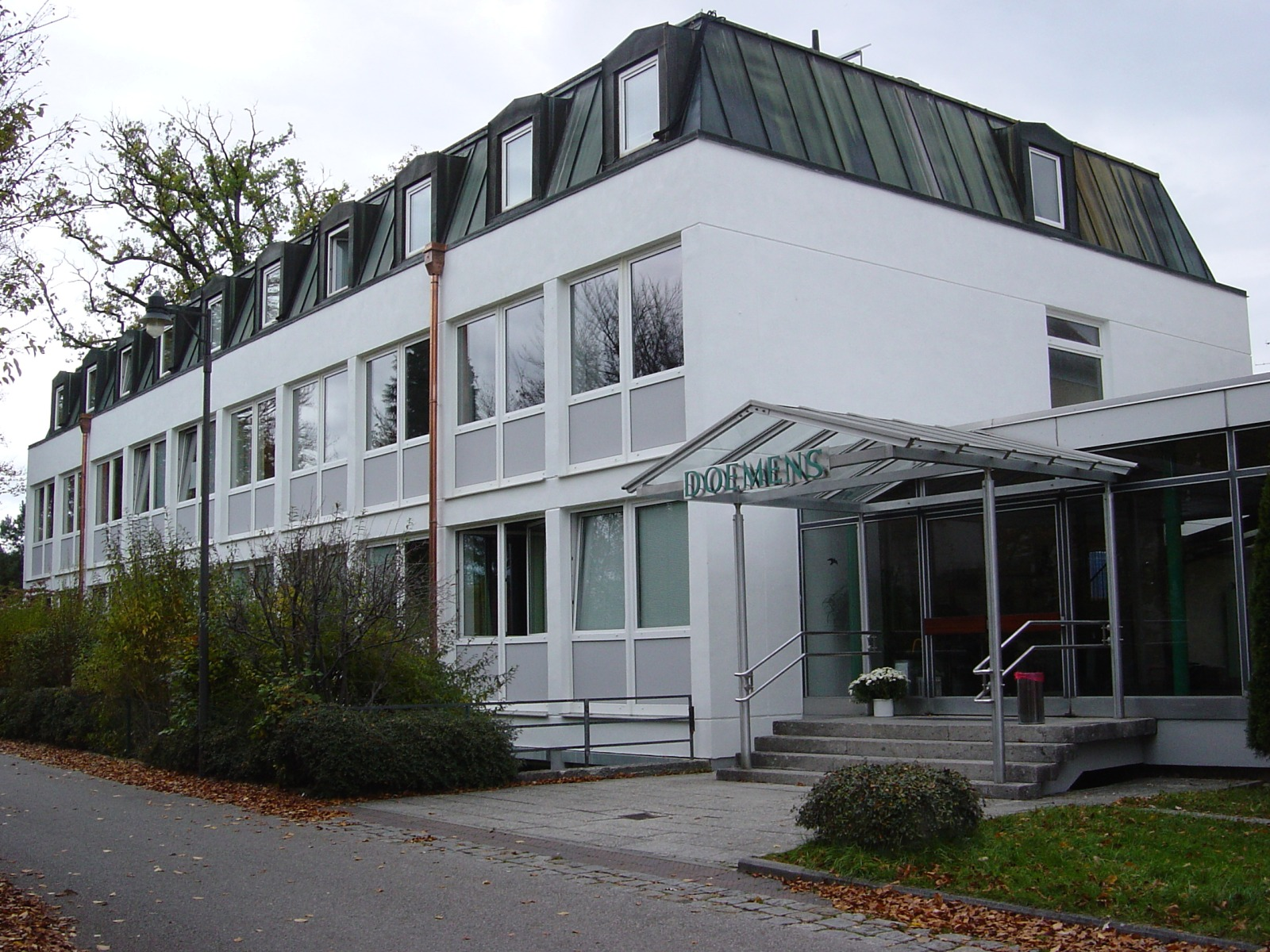
Sitz in Gräfelfing bis 2021

Doemens ist der Name eines privaten Ausbildungs- und Beratungsinstituts für die Brau-, Getränke- und Lebensmittelindustrie, das unter anderem eine Ausbildung zum Brau- und Malzmeister anbietet, welche mit einer Prüfung vor der zuständigen Handwerkskammer abgeschlossen werden kann. Die Akademie befindet sich in Gräfelfing bei München.

## Geschichte
Benannt wurde das Institut nach Albert Doemens, dem Gründer der 1895 eröffneten 1. Münchner Brauerakademie, welche Vorläuferin des heutigen Unternehmens war. Parallel zur Brauerakademie gründete Doemens den Verein aktiver und ehemaliger Studierender der Münchner Brauerakademie, der heute als Bund der Doemensianer e. V. vierteljährlich die über den Sachon Verlag vertriebene Fachzeitschrift Der Doemensianer herausgibt.
Das heutige Unternehmen basiert auf dem 1965 gegründeten gemeinnützigen Verein der Doemens-Schule (Doemens e. V.) mit Sitz in Gräfelfing. 1980 wurden zur Förderung des praxisnahen Unterrichts eine Lehr- und Versuchsbrauerei mit einer Kapazität von fünf Hektoliter sowie eine kleine Abfüll- und Verpackungsanlage eingerichtet. Im selben Jahr wurde die Ausbildung zur viersemestrigen Technikerschule ausgeweitet. Seit 1992 ist Doemens als Fachakademie staatlich anerkannt. Nachdem es bereits in den 1990er-Jahren erste Pläne für einen Neubau gegeben hatte, konnte 2016 mit Unterstützung der Gemeinde ein Grundstück im Gewerbegebiet des Gräfelfinger Ortsteils Lochham erworben werden. Anfang 2017 wurde das Bauvorhaben öffentlich vorgestellt, im Juni 2019 fand der erste Spatenstich statt. Der Umzug in das Gebäude mit Sudhaus, Abfüllanlage, Laborräumen und Lehrsälen sowie Büroräumen für Verwaltung und Mitarbeiter erfolgte Ende September 2021. Die Baukosten beliefen sich auf rund 30 Mio. Euro.
Die Doemens Academy GmbH bietet Fortbildungsmöglichkeiten in Form von Seminaren zu Themen aus Bereichen der Lebensmitteltechnologie wie der Mälzerei-, Brauerei- und Getränketechnologie, Anlagen- und Elektrotechnik sowie der Qualitätskontrolle und -sicherung in verschiedenen Sprachen an. Die englischsprachige Ausbildung wird organisiert von der World Brewing Academy, die als Kooperation von Doemens und dem Siebel Institute of Technology in Chicago seit 2001 besteht.

## Weiteres
Außerdem führt die GmbH unter der Bezeichnung Doemens Technikum für Produktionsbetriebe chemisch-technische, mikrobiologische und sensorische Prüfungen von Rohstoffen, Zwischen- und Endprodukten an. Im Rahmen der Brauereiaktivitäten hält Doemens eine umfangreiche Sammlung von Hefen und ist eine der vier bedeutendsten Hefebanken in Deutschland.
Seit 2009 richtet Doemens die zweijährlich ausgetragene Weltmeisterschaft der Biersommeliers aus, die zuletzt im September 2022 im Rahmen der Drinktec-Fachmesse in München stattfand.